# Villanueva de Cameros
Villanueva de Cameros ist ein Bergort und eine zur bevölkerungsarmen Region der Serranía Celtibérica gehörende Gemeinde (municipio) mit nur noch 71 Einwohnern (Stand: 2024) in der Autonomen Gemeinschaft La Rioja im Norden Spaniens.

## Lage und Klima
Der Ort Villanueva de Cameros liegt am Río Iregua gut 42 km (Fahrtstrecke) südwestlich der Provinzhauptstadt Logroño in einer Höhe von ca. 1070 m. Soria, die Hauptstadt der südlich an die Rioja angrenzenden altkastilischen Provinz, befindet sich ca. 58 km südöstlich. Das Klima ist gemäßigt bis warm; Regen (ca. 655 mm/Jahr) fällt hauptsächlich im Winterhalbjahr.

## Bevölkerungsentwicklung
| Jahr      | 1857 | 1900 | 1950 | 2001 | 2018 |
| Einwohner | 341  | 483  | 313  | 123  | 72   |

Infolge der Mechanisierung der Landwirtschaft, der Aufgabe bäuerlicher Kleinbetriebe und des daraus resultierenden geringeren Arbeitskräftebedarfs ist die Zahl der Einwohner seit der Mitte des 20. Jahrhunderts deutlich zurückgegangen. Zur Gemeinde gehört auch der noch etwa 20 Einwohner zählende Weiler (pedanía) Aldeanueva de Cameros.

## Wirtschaft
Die Gemeinde war jahrhundertelang zum Zweck der Selbstversorgung landwirtschaftlich orientiert, wobei die Viehwirtschaft (Milch, Käse, Fleisch) im Vordergrund stand. Heute werden vor allem im Sommerhalbjahr Ferienwohnungen (casas rurales) vermietet.

## Geschichte
Keltiberische, römische, westgotische und selbst islamisch-maurische Siedlungsspuren wurden auf dem Gemeindegebiet nicht entdeckt. Das hochgelegene Gebiet diente jahrhundertelang als Sommerweide für Schafe und Ziegen. Eine militärische Rückeroberung (reconquista) durch die Christen fand wohl nicht statt, doch wurde der Platz im Rahmen der Repoblación allmählich besiedelt. Im Mittelalter war die Region zwischen den Königreichen Kastilien und Königreich Navarra umstritten. Seit dem 13./14. Jahrhundert gehörte das Gebiet der Tierra de Cameros zum Besitz des Hauses Lara, also zu Kastilien. Nach der Abschaffung der Grundherrschaften im Jahr 1811 gehörte es zur Provinz Soria und kam erst im Jahr 1833 zur neugeschaffenen Provinz Logroño, aus der später die Region La Rioja hervorging.

## Sehenswürdigkeiten

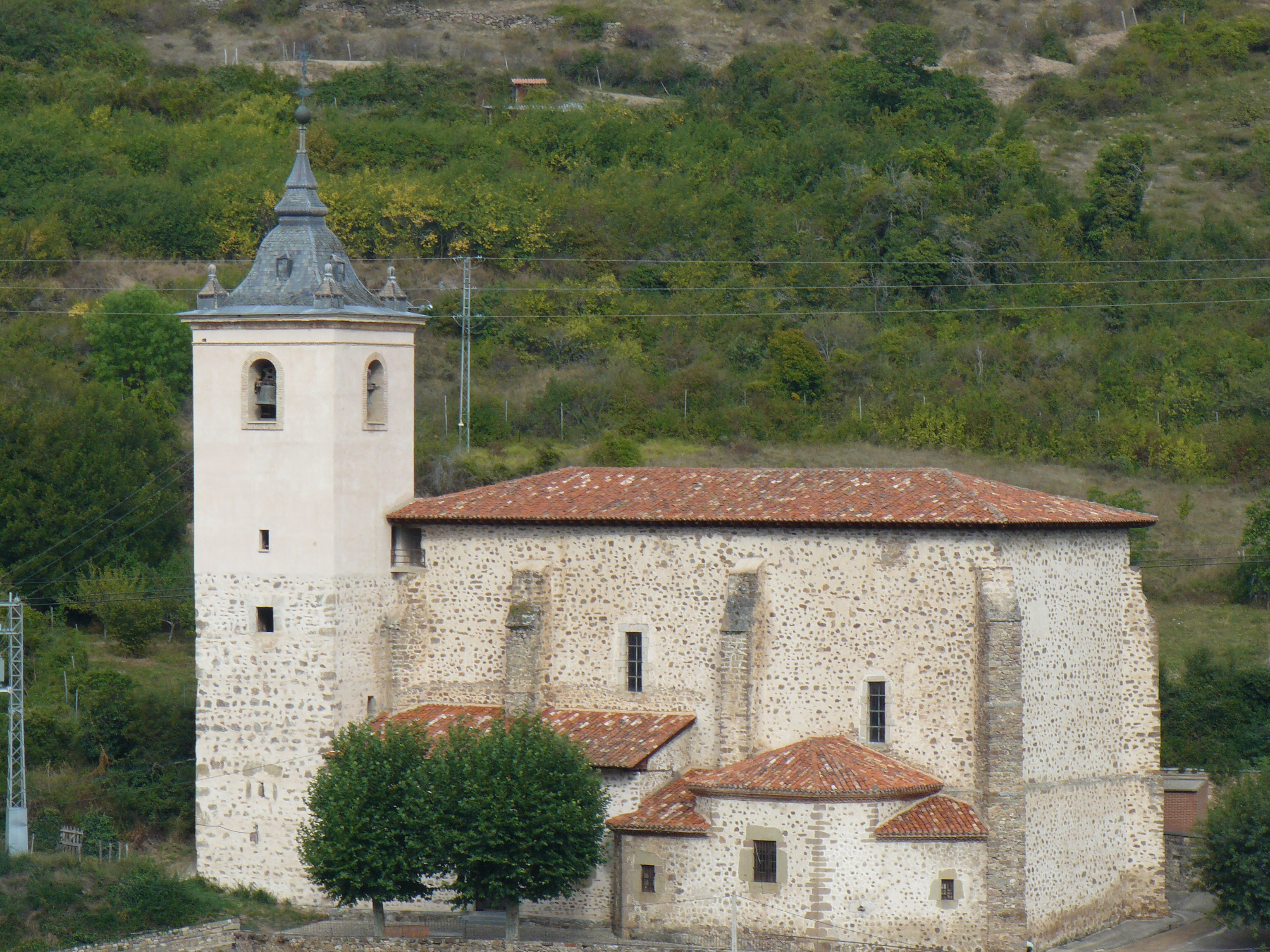
Iglesia de San Martín

- Die an der höchsten Stelle des Ortes stehende und dem hl. Martin von Tours geweihte Iglesia de San Martín ist ein Bau aus dem 16. Jahrhundert, der jedoch noch im 19. Jahrhundert Veränderungen erfuhr. Das rippengewölbte Kirchenschiff (nave) ist heute steinsichtig und birgt mehrere Altarretabel (retablos), unter denen der bereits frühklassizistische Formen zeigende Hauptaltar eindeutig herausragt.[5]
- Auf dem Gemeindegebiet verteilt stehen mehrere Kapellen (ermitas).
- Eine Steinbrücke beim Ort stammt aus dem frühen 17. Jahrhundert. Frühere Konstruktionen waren bei Hochwassern zerstört worden.